# 교황청 연감

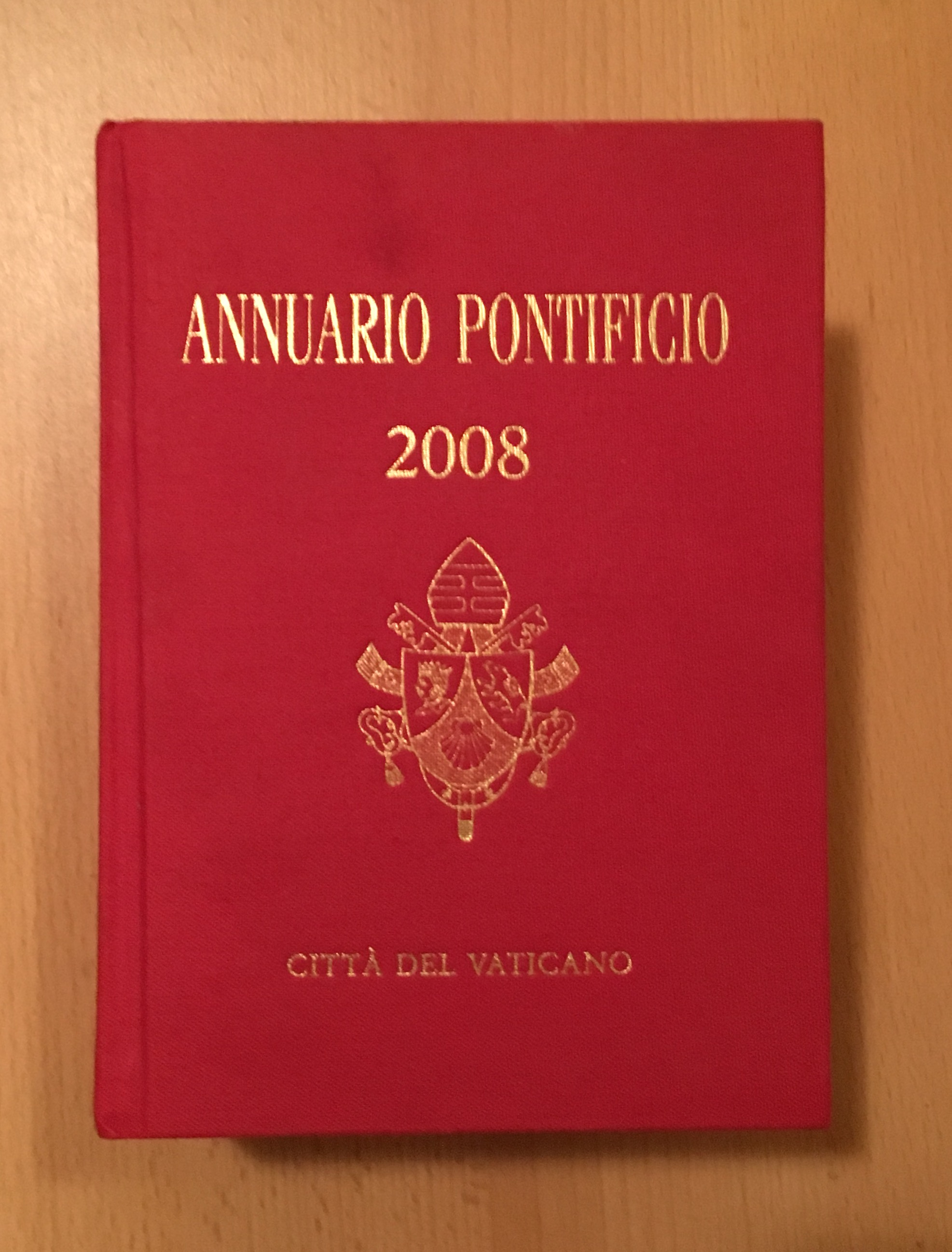

교황청 연감(라틴어: Annuario Pontificio)은 성좌에서 연간 1회 간행하는 공식 연감이다. 교황 연대표와 교황청 부서 내 모든 직분에 대한 주요 정보를 취급하는 기독교 문서이다. 여기에는 또한 세계 각국의 주교들과 추기경들의 연고와 함께 각국 교구들의 통계자료, 교황청 내 부서, 외국에 나가있는 성좌의 외교 사절, 성좌로부터 공인받은 대사들, 본부를 둔 남녀 수도회와 재속 수도단체, 몇몇 학회와 그 건물 그리고 기타 이와 비슷한 내용으로 채워져 있다.

## 같이 보기
- 바티칸 출판사